# Мантикора
Мантико́ра (лат. Manticora, Epibouleus Oxisor від дав.-гр. μαντιχώρας, μαρτιχόρας, μαρτιοχώρας (mantikhṓras, martikhóras, martiokhṓras) — «людожер», «тигр» від давньоперс. *𐎶𐎼𐎫𐎹-𐎧𐎺𐎠𐎼 (*martya-χvāra, «людожер», сучасна перс. مردخوار mard-khar)) — міфологічне чудовисько, істота перської міфології, подібна до єгипетського сфінкса, яка також поширилася в західноєвропейському середньовічному мистецтві. Має тіло червоного лева, людське обличчя та хвіст, що нагадує жало скорпіона або хвіст, вкритий отруйними шипами, схожими на голки дикобраза. Є деякі твердження, що шипи може запускати як стріли. Мантикора поїдає своїх жертв цілком, використовуючи три ряди зубів, і не залишає кісток, за деякими описами має руду гриву, а також блакитні очі. Голос чудовиська облудно мелодійний, «схожий на звуки флейти і труби, що звучать в унісон», як писав римський натураліст Пліній Старший. У середньовіччі вважали, що мантикора є хижаком і може полювати на людей, тому на мініатюрах часто можна побачити зображення мантикори з людською рукою або ногою в зубах.
У 1758 році Карл Лінней описав легендарних тварин у розділі «Cуперечливі тварини» (лат. Animalia Paradoxa) своєї «Системи природи» (лат. Systema Naturae), не відносячи їх до певного виду: «МАНТИКОРА. Обличчя кволого старого, тіло лева, хвіст, кінчик якого вкритий колючками». (лат. MANTICORA. Facies senis decrepiti, corpote Leonis, cauda apice aculeis stellata).

## Етимологія
Назва «мантикора» походить від лат. mantichora, що походить від дав.-гр. μαρτιχόρας, трансліт. martikhórās. Це, в свою чергу, є транслітерацією давноперського складного слова, що складається з martīya 'людина' і xuar- основа, 'їсти' (суч. перс. مرد; mard + خوردن; khordan); тобто, людожер.
Основним джерелом про мантикору був Ктесій, грецький лікар перського двору часів династії Ахеменідів, який спирався на свідченнях його персьомовних інформаторів, які подорожували до Індії. Сам Ктесій писав, що «мартихора» (μαρτιχόρα) — це її назва перською мовою, що перекладається на грецьку як андрофагон або антропофаг (ἀνθρωποφάγον), тобто, «людожер». Але це ім'я було неправильно переписано як «мантикора» в помилковому примірнику «Історії тварин» Арістотеля, завдяки роботам якого поняття мантикори було увічнено по всій Європі.
Павсаній також пізніше цитував Ктесія щодо «мартихорів» або андрофагів Індії.
Бартоломей Англійський (лат. Bartholomaeus Anglicus) в своїй енциклопедії «Про властивості речей» («лат. De proprietatibus rerum»), написаній близько 1250 року, вказує що греки називають істоту «Барікус» (англ. Baricus)
«Його зовнішні кінцівки подібні до лап лева, а хвіст — як у скорпіона з жалом, і він б’є жорсткими, колючими щетинами, мов дикий вепр. Має жахливий голос, подібний до звуку труби. Він бігає дуже швидко й пожирає людей; і серед усіх земних звірів немає нікого більш жорстокого чи дивнішої форми, як каже Авіценна. Цей звір називається Baricus грецькою мовою, як він каже.».Оригінальний текст (англ.)
«The utter limmes thereof, be as it were the utter syins of a Lyon, and his tayle is lyke to a with scorpion with a sting, and smiteth with hard bristle prickes as a wilde Swine, and hath an horrible voyce, as the voies of a trumpe, and he runneth full swiftly and eateth men; & among all beasts of the earth, is none found more cruell nor more wonderfully shapen, as Avicen[na] saith, and this beast is called Baricus in Greeke, as he saith.»

## Класична література
Розповідь про мантикору була подана у втраченій книзі Ктесія «Індіка» (грец. Ἰνδικά Indika, «Індія»), і поширювалася серед грецьких письменників з природничої історії, але збереглася лише у фрагментах і епітомах, збережених пізнішими авторами.
«Міріобіблон» Фотія (9 століття) служить базовим текстом, але («De Natura Animalium», 3 століття) Еліана зберігає ту саму інформацію та більше:

Мартихора нібито була блакитнооким диким звіром з людським обличчям в Індії. Вона була завбільшки з найбільшого лева, з кіноварно-червоним хутром. Має три ряди зубів, ноги й кігті, як у левів. Також має хвіст, схожий на скорпіоновий, з (головним) кінцевим жалом довжиною понад 1 лікоть, плюс два ряди допоміжних жал, кожне з грецький фут у довжину. Укус ставав миттєво смертельним. Жалами можна було стріляти вбік, вперед або назад, відповідно орієнтуючи хвіст, на відстань до 1 плефр, і ці жала згодом відновлювалися. Тільки слон був несприйнятливий до отрути. І вона перемагає кожного звіра, крім лева.
Ім'я звіра означає „людожер“, як уже зазначалося. Еліан, посилаючись на Ктесія, додає, що мантихора вважає за краще полювати на людей, підстерігаючи їх, вбиваючи навіть по 2-3 людини за раз. А індійці беруть їх дитинчат в полон, виводячи з ладу хвіст, розчавлюючи його каменем, перш ніж почне рости жало.

### Ефіопські звірі Плінія
Пліній Старший описав „мантихору“ в своїй «Naturalis Historia» (бл. 77 р. н. е.) спираючись на помилкову копію «Історії тварин» Арістотеля, яка містила орфографічну помилку („мартихорас“).
Пліній також ввів плутане уявлення про те, що мантикора могла бути в Африці, оскільки він обговорював цю та інші істоти (такі як єйл) в уривку про Ефіопію. Але він також описав левкрокоту та мантихору Ефіопії разом, і в той час як левкрокота імітувала голоси людей, мантихора в Ефіопії також імітувала людську мову, згідно з Юба II, з голосом, схожим на сопілку (свиріль, fistula) у суміші з трубою.

### Культурна спадщина
Ктесій нібито бачив мартихору, яку індійці подарували перському цареві. Романізований грек Павсаній був налаштований скептично і вважав це недостовірним перебільшеним описом тигра. Аполлоній Тіанський також відкидав мантихору як вигадку, згідно з біографією Філострата (бл. 170—247).
Пліній не поділяв скепсису Павсанія. І протягом 1500 років після цього розповідь Плінія, також скопійована Соліном (II ст.), вважалася авторитетною в питаннях природничої історії, як реальної, так і міфологічної. З появою християнства писання у Святому Письмі в поєднанні з плініансько-арістотелівським навчанням дали початок «Фізіологу»(також бл. 2 ст.), який пізніше перетворився на середньовічні бестіарії деякі з них містили записи про мантикору.

## Середньовічні джерела

### Бестіарії
Мантикора була включена в деякі середньовічні бестіарії з супровідними ілюстраціями, хоча не всі.
Мантикора з густою гривою (і довгою бородою) у фрігійському ковпаку є звичайним малюнком (мал., вгорі ліворуч).
У більшості випадків мантикора «забарвлена в червоний або коричневий колір і має лапи з пазурами». Художники іноді дозволяли собі фарбувати мантикору в синій колір. Один із прикладів зображений «у вигляді довговолосого блондина» (мал., вгорі праворуч). Інший має обличчя жінки і тіло блакитної мантикори (мал. внизу правору).
Більшість рукописів не докладають детального опису хвоста скорпіона і просто малювали довгий котячий хвіст,
але в рукописі 'MS 3244' в бібліотеці Харлі, мантикора має "дивно загострений хвіст" або "надзвичайний шип на кінці", і хвіст, укритий шипами від початку до кінця, показаний на мантикорі в кількох інших рукописах. 
Три ряди зубів зображені неточно, за винятком деяких прикладів.

#### Рукописи і текст
Друга хвиля бестіаріїв
Мантикора (лат. manticora) зустрічається приблизно в половині латинських бестіаріїв другої хвилі, конкретним джерелом, використаним у цьому випадку, був, ймовірно, Солін (II ст.),
Наведений в них текст з описом звіра мало відрізняється від версії Плінія латиньскою мовою, або грецької версії. Це природно, оскільки більшість творів Соліна було скопійовано з Плінія, а мантикора тут описана як «кривавого кольору»  а не як «червона, як кіновар»..
У кінці тексту стверджується, що мантикора «шукає людське тіло, є активною і стрибає так, що ні великі простори, ні широкі перешкоди не можуть її затримати (ні найширший простір, ні найширший бар'єр не можуть їй перешкодити)".
H-текст
Насправді існує два джерела-можливості для цього уривка: „Солін 52.37“ та „H iii.8“; це „H“ є псевдо-збіркою Гуго Сен-Вікторський De bestiis et aliis rebus, редагований Мінь, але це джерело обачно розглядалося як „проблематичний De bestiis et aliis rebus“ Кларка.
Перехідний
Мантикора також зустрічається в найдавнішому „перехідному“ бестіарії Першої хвилі (бл. 1185), і деяких кодексах Третьої хвилі, ілюстрації яких намагалися відтворити деякі дрібніші деталі, наведені в тексті.

#### Змішування з іншими гібридними звірами
Як згадувалося вище, мантикора є одним із трьох гібридів з Ефіопії, разом описаних Соліном, які з'являються в (майже) послідовних розділах бестіарію. Це створило основу для того, щоб звірі в суміжних розділах були змішані або об'єднані через помилки писаря, як описано нижче у випадках бестіаріїв, виготовлених у Франції.

#### Французька неправильна передача
Мантикора практично відсутня у французькому бестіарії П'єра де Бове, який існує в коротких версіях із 38 або 39 розділів і в довгій версії з 71 розділу. Натомість є Розділ 44 про „сентикору“ (або сантікору, вар. ceucrocata), де в назві припускається мантикора, але яка зовсім не схожа на стандартну мантикору. Вважається, що назва виникла через орфографічну помилку leucrocotta, утворену суфіксом, заміненим на -cora через помилку писаря. Через подальшу помилкову передачу слово «centicore» стало неправильною французькою назвою для єйла, міфічної антилопи, яка повинна бути окремою записом у бестіаріях.
Ні мантикора, ні левкрота (фр. lucrote) не з'являються в бестіарії Філіпа де Тона в англо-нормандських віршах.

## Післясередньовічна природнича історія

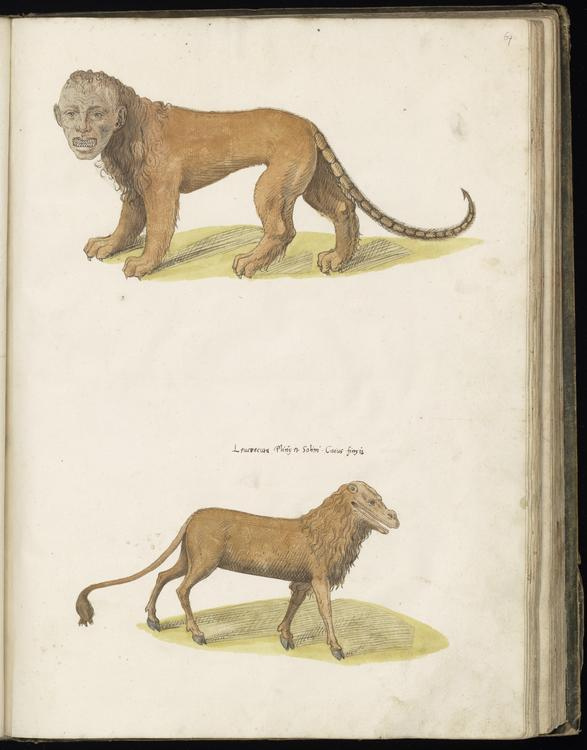
Мантикора і Левкрокота. Підготовлено для «Historiae animalium» Фелікса Платера (1551—1558).

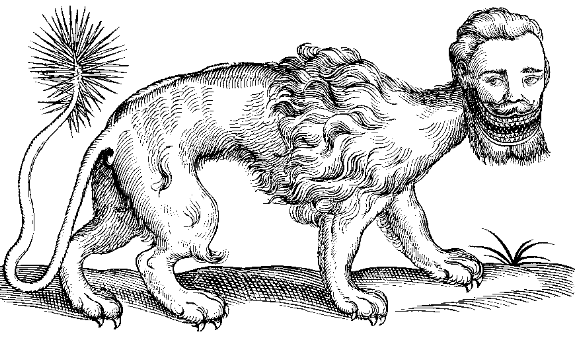
Гравюра на дереві з Історії чотириногих звірів Едварда Топселла (1607)

Едвард Топселл у 1607 році описав Мантикору так:
виведений серед індійців, має потрійний ряд зубів внизу і згори, чия велич, грубість і ноги схожі на левові, його обличчя і вуха схожі на людські, його очі сірі та колір червоний, його хвіст схожий на хвіст земного скорпіона, озброєний жалом, що випускає гострі загострені голки, його голос нагадує голос маленької труби чи сопілки, швидкий, як олень.; Його дикість, яку неможливо приборкати, і його апетит особливо до людської плоті. Його тіло схоже на тіло Лева, воно дуже здатне як до стрибків, так і до бігу, тому ні відстань, ні простір не перешкоджають йому,...і я вважаю, що це той самий Звір, якого Авіценна називає «Маріон» і «Марікоморіон», своїм хвостом він ранить своїх Мисливців, незалежно від того, йдуть вони перед ним чи позаду, і зараз, коли голки викидаються, нові виростають на їхньому місці, при цьому він долає всіх мисливців: і хоча в Індії повно різноманітних хижих звірів, жоден із них не має титулу «андропофага», простіже кажучи, Людожера; за винятком однієї «Мантихори». Коли індійці беруть дитинчати цього звіра, вони всі мнуть йому сідниці та хвіст, щоб воно ніколи не було придатним для того, щоб взяти з собою гострі голки, після чого його приборкують без небезпеки.
Топселл вважав, що мантикора була описана іншими іменами в інших місцях. Він думав, що це "той самий звір, якого Авіценна називає «Маріон» і «Марікоморіон», а також, як і «Левкрокота», розміром з дикого віслюка, у ногах і копитах схожий на самця благородного оленя, його рот доходить до вух з обох боків, а голова й обличчя самки схожі на Борсука".
І Топселл писав, що в Індії вони «розбивали сідниці та хвіст» впійманому дитинчаті, щоб воно було нездатним використовувати свої голки, таким чином усуваючи небезпеку. Це дещо відрізняється від оригінальних джерел, які стверджували, що вони розчавлюють хвіст каменем, щоб зробити його марним.

## Геральдика
Подоба мантикори або подібних істот під іншою назвою (тобто мантигр) використовувалася в геральдиці, починаючи від пізнього Середньовіччя до сучасності.

У Оксфордському словнику англійської мови слово mantyger розглядається лише як варіант прочитання manticore,  хоча колекціонер геральдики XVII століття Рендл Холм провів чітку різницю між мантикорою та мантигром. Холмів опис мантикори, здається, походить безпосередньо від натураліста Едварда Топселла (див. вище),
[Мантикора має] обличчя людини, рот відкритий до вух з потрійним рядом зубів внизу і вгорі; довга шия, чия велич, грубість, тіло та ноги схожі на Лева: червоного кольору, його хвіст, як хвіст Земляного Скорпіона, кінець озброєний жалом, що викидає гострі загострені голки.
 у той час як він описує мантигра як створіння з «обличчям і вухами людини, тілом тигра, а ногами, як у гусака чи дракона; інші роблять це з ногами, як у тигра» тощо, і також зазначає, що вони можуть бути рогатим або без ріг.
Мантикора вперше з’явилася в англійській геральдиці бл. 1470, як знак Вільяма Гастінґса, 1-й барона Гастінґса; і в 16 ст.
Мантигр пізніше використовувався як геральдичний знак Роберта Редкліффа, 1-го графа Сассекса і сера Ентоні Бабінгтона. Знак Редфорда було описано як «3 мантигри срібні» одним джерелом, бл. 1600. Таким чином, у геральдичному дискурсі термін «manticore» був узурпований «mantyger» протягом 17–18 століть і «mantiger» у 19 столітті.
Зазначається, що мантикора/мантигр геральдичних знаків має тіло хижого звіра як стандарт, але іноді отримує ноги дракона. Мантикора родини Редкліффів має людські ноги, і (що не дивно), літописець описав як "Babyon" (бабуїн) геральдичний знак Джона Редкліффа (лорда Фіцвотер), який супроводжував Генріха VIII на війну у Франції. Також було припущення, що знак Бабінгтона (англ. Babington) призначений для зображення «дитини» (англ. baby) або «бабуїна» (англ. babyon), як розіграш його імені», і він також має характерні «мавпячі ноги».
Вважається, що типова геральдична мантикора має не лише обличчя старої людини, а й спіралеподібні роги, хоча це насправді не можна визначити на геральдичному знаку Редкліффів, де пурпурова мантикора носить жовтий капелюх (капелюх гідності ).

## Подібні істоти
Індуїстського бога Нарасімга часто називають Мантикора. Нарасімга, людина-лев, є четвертим аватаром Вішну і описується як людина з тулубом людини, головою й кігтями лева.
Джеральд Бренан пов’язував мантикору з мантекеро (ісп. mantequero), монстром, що харчується людським жиром в Андалузькому фольклорі.

## Художня репрезентація

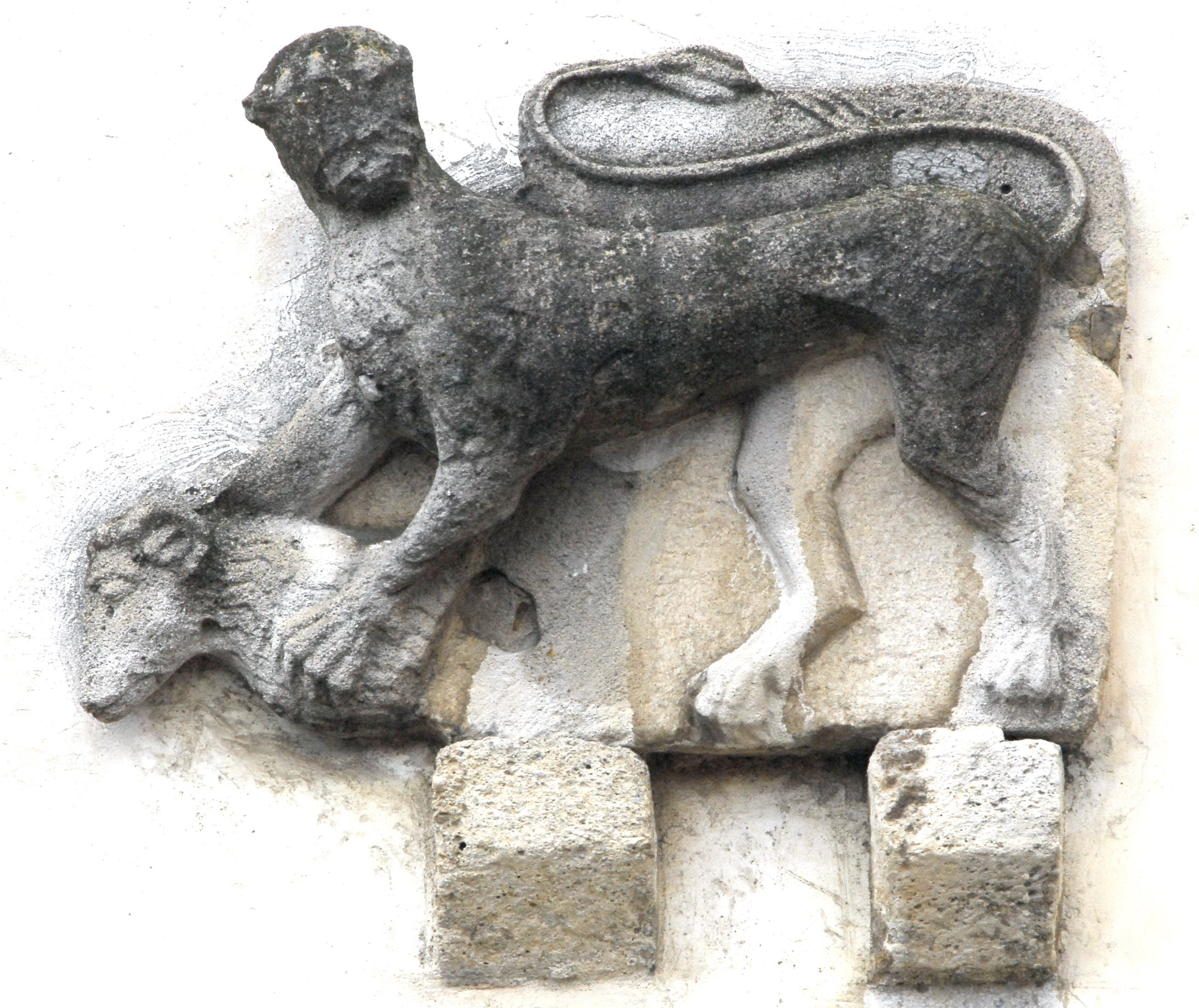
Зображення мантикори, яка вбиває барана, на церкві в Австрії.

Мантикора з’являється в 16 ст. в геральдиці та впливає на певні маньєристичні зображення, іноді на картини, але найчастіше на фрески (так звані гроти), де можна побачити гріх обману, представлений у вигляді химери з обличчям прекрасної жінки, риси, виявлені на малюнках сфінксів у Франції в 17 і 18 століттях. Мантикора поділяє символіку істот теріантропа в тому сенсі, що вона має людське обличчя, але повністю звірину поведінку..
Мантикора зображена на карті Герефорда, відомому mappa mundi кінця 13 ст., яку досі можна побачити в Герефордському соборі. Істота поміщена не традиційно в Індії, а в місцевості підписаній, як "Іберія", тобто на території історичної Східної Грузії.

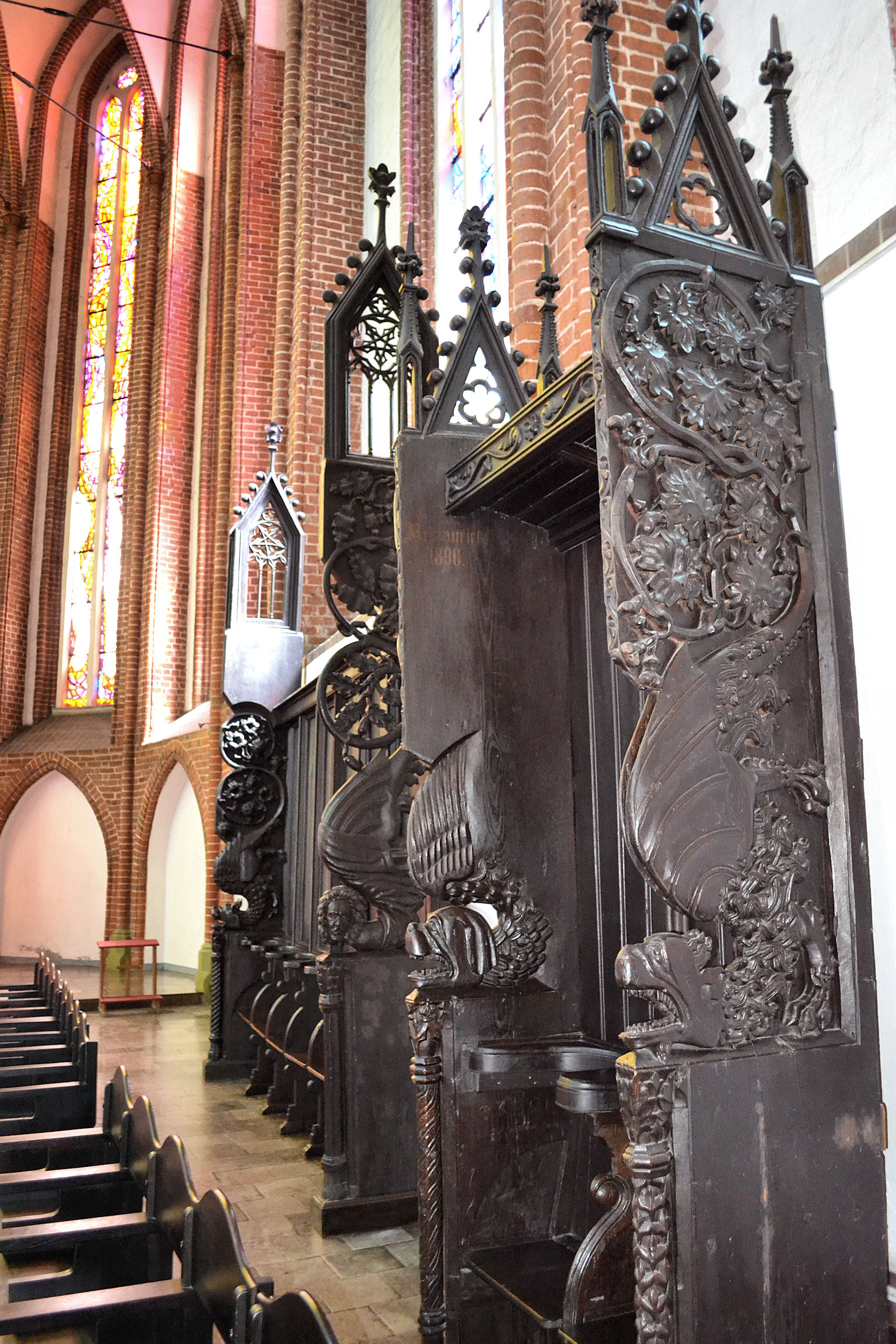
Канонічні лавки в Колобжезькій базиліці із зображеннями драконів і мантикор

У Померанії зображення мантикор можна побачити на каноніках кафедральної базиліки в Колобжегу і в капільній зоні північний порталу Церкви Воскресіння Христового в Дравсько-Поморське.

## Вхристиянськійсимволіці
Мантикора уособлювала небезпеки, що чатують на душу, та служила застереженням проти спокус і гріховних бажань. Її здатність імітувати людську мову вважалася символом обману, що підкреслювало її зв'язок із дияволом як "батьком брехні".
Водночас згідно з біблійним текстом (Єр. 38), пророк Єремія був кинутий у глибоку яму через свої пророцтва про руйнування Єрусалима. Цей епізод зробив його символом страждання та вигнання. Мантикору ж у середньовічних бестіаріях описували як створіння, що мешкає в глибинах землі. Через ці паралелі мантикору іноді використовували як символ Єремії в християнському мистецтві та літературі. Цей зв'язок підкреслював теми страждання, ізоляції та пророчого покликання.

## Згадки в творах добиВідродження

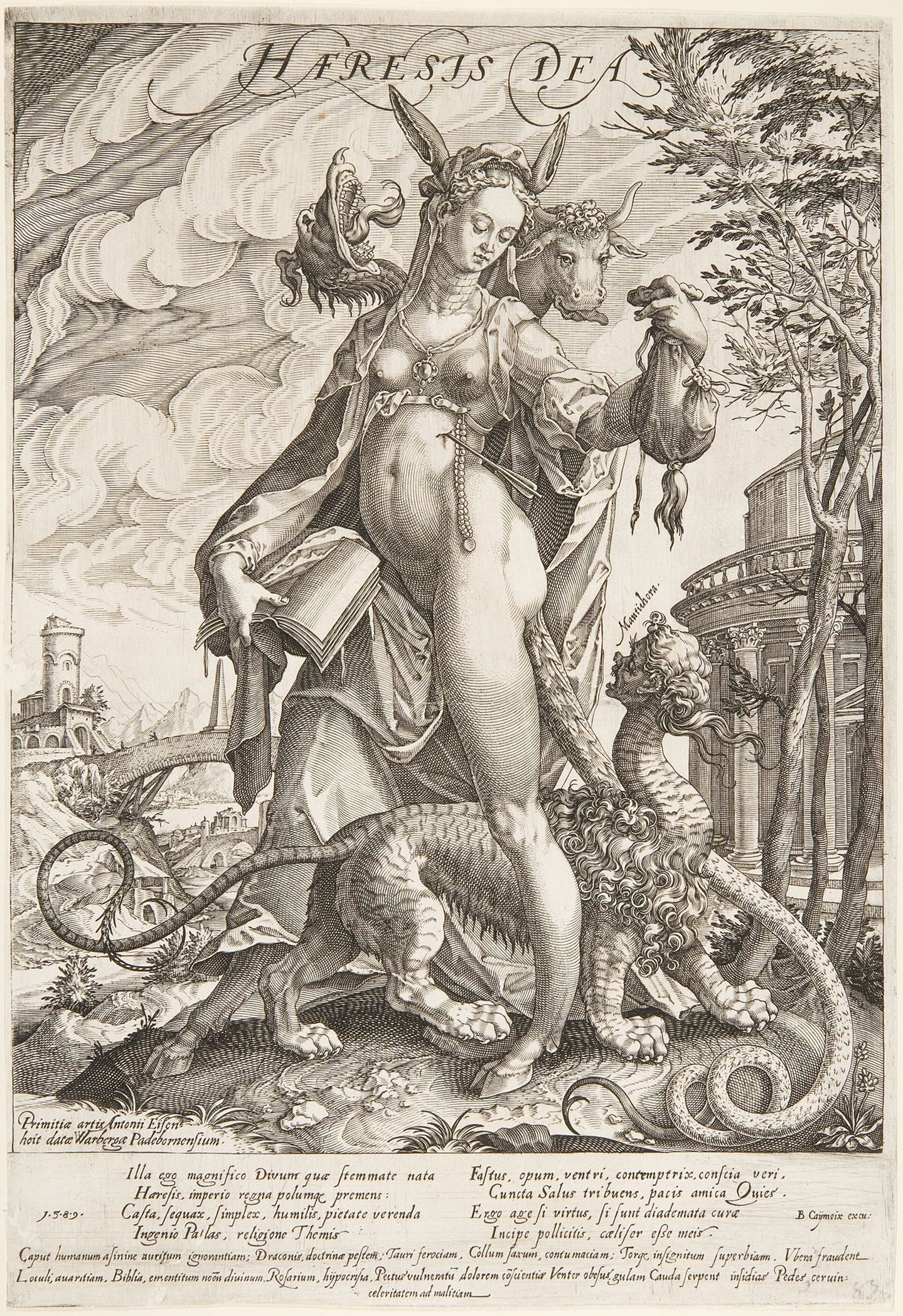
Єресь зображена як богиня в супроводі мантикори, гравюра на міді Антоніус Айзенгойт (1589).

Данте Аліг’єрі у своєму «Пеклі» зобразив міфічного Геріона як мантикору, слідуючи опису Плінія. Уривки з Пісні XVII:
| Переклад Максима Стріхи (2013) | Переклад Євгена Дроб'язко (1976) |
| --- | --- |
| Глянь: он потвора із хвостом рухливим; ... Він мав обличчя чесної людини, що в чистоті ясніло перед зором, а тіло нижче все було зміїне; щетина пасувала лапам спорим; а груди, шия і обидви боки кільчастим помережані узором: ... І хвіст його, що звішувався з краю, весь час двигтів, а разом з ним і вила в кінці, — таким скорпіон вражає        | Цей гострохвостий звір, що з нами поряд, ... Було його лице людським лицем: М'який блаженний усміх, щоки чисті, А тулуб вився, як в змії, кільцем, Дві лапи волохаті й пазуристі; Обидва ж боки, спина з животом Від смужок та кружечків - геть плямисті, ... А хвіст був - мов розчахнута колона, Й стояли сторч отруйні два кінці, Неначебто жало у скорпіона.                                      |
| Переклад Петра Карманського (ред. Максима Рильського) (1956) | Переклад Богдан-Івана Лончина (вид. 2007) |
| Поглянь на звіра із хвостом стрільчаним ... Лице він мав неначе у людини, Здавалось навіть, що і добре, й щире; Та далі в нього все було зміїне. Кігтясті лапи заросли без міри; Хребет його і груди, й стан кошлатий Були у плямах, що їх мають звірі. ... Хвіст ворушився, як змія велика Або лихого скорпіона жало. Отруєне й загострене, мов піка. | Ой хижий звір з хвостом кінчастим, ... Його лице було лицем людини справедливої, таку ласкаву мав він шкуру ззовні, а решта тіла — як у змія. Дві лапи мав кігтясті й волохаті аж по пахви; а спину й груди та обидва боки мав розмальовані вузлами й колісцями. ... У порожнечі цілий хвіст його скоренько рухався, нагору скручуючи ті отруйливії вила, які кінець його озброювали, як у скорпіона. |

Брунетто Латіні розповідає деякі подробиці про істоту, яка «більше всього любить їсти людське м’ясо. Спаровується так, що то один знизу, то інший».

## У художній літературі
- Флобер згадує мантикору на останніх сторінках Спокуси Святого Антонія[en]:

«Мантикора, гігантський червоний лев, із людським обличчям і трьома рядами зубів: мерехтіння мого червоного пальто змішується з мерехтінням великих пісків; Я вдихаю через ніздрі жах самотності. Плюю чуму. Я їм армії, коли вони вирушають у пустелю. Мої нігті скручуються в закрутку, мої зуби ріжуться, як пилка; і мій хвіст, який вигинається, щетиниться дротиками, які я кидаю вправо, вліво, вперед, назад, Дивіться! Тримайте! Мантикора викидає свої хвостові шипи, які, як стріли, розлітаються в усіх напрямках. Краплі крові дощують, шльопаючи по листю.».
- Створена за принципом середньовічних бестіаріїв «Книга вигаданих істот» Хорхе Луїса Борхеса (де також згадується ця істота) породила низку подібних авторських проектів у багатьох країнах.

Мантікора жбурляє колючки зі свого хвоста, і вони мов стріли, летять навсібіч. Краплі крові оббризкують листя.

- Образ мантикори у книгах Джоан Роулінг:

Видання «Фантастичні звірі і де їх шукати», в якій повідомляється:

Мантикор — це вкрай небезпечне грецьке чудовисько з людською головою, лев’ячим тулубом і хвостом скорпіона.
Такий самий рідкісний і небезпечний, як і химера (див. далі), мантикор відомий своїм лагідним мугиканням під час поглинання здобичі.
Шкура мантикора відштовхує майже всі відомі закляття, а укус спричиняє миттєву смерть.

Згадка у «Гаррі Поттер і в'язень Азкабану»:

1296 року на когось напав мантикор, і його навіть не
затримали... ой... ні... не затримали тому, що всі боялися до нього підійти.

Згадка у «Гаррі Поттер і келих вогню»:

Одначе Геґрід не має наміру припиняти залякування. У розмові з репортером
"Щоденного віщуна", яка відбулася минулого місяця, він підтвердив, що розводить
створінь, котрих сам охрестив "вибухозадими скрутами". Це страшенно небезпечні
гібриди мантикор та вогняних крабів.

- У «Книзі бестій» Юрія Винничука[101].

- Мантикора (пол. Mantikora) поширена в серії книг Анджея Сапковського «Відьмак»[102]:

Живе в Індії. Тіло має левове, а голову й обличчя людські, але із пащею страхітливою, трьома рядами гострих зубів озброєною. Крила має мантикора орлині й хвіст скорпіонячий, отруйним жалом закінчений. Нападає на людей із засідки, вбиває і зжирає їх так, що ані кістки — та що там, навіть металевих клепок з кубраків і ґудзиків не залишає»

А. Сапковський, «Рукопис, знайдений у драконовій печері».
- В романі Робертсона Девіса[en] «Мантикора[en]».
- На честь цієї істоти Джордж Мартін у циклі «Пісня льоду й полум'я» назвав комахоподібне створіння із візерунком у вигляді людського обличчя[104]. Також мантикора фігурує на гербі дому Лорчів, васалів Ланістерів[105].
- Зустрічається у фантастичному романі Роджера Желязни «Рука Оберона», четвертій книзі науково-фентезійної серії «Хроніки Амбера».[106]
- Мантикора також з'являється в романах Умберто Еко, в «Ім'я рози» та, перш за все, в «Бавдоліно» , де разом з котом та химерою вона блокує дорогу до казкового королівства пресвітера Іоанна (де також живе низка фантастичних рас, таких як блеммії, панотії тощо). Знову ж таки, Еко у «Маятнику Фуко» розповідає про книгарню «Слоан» на вулиці Мантікора в Парижі.

Третя мала тулуб лева, хвіст скорпіона, а
голову майже людську: з блакитними очима, гарної форми носом і роззявленим ротом,
де зверху і знизу виднів потрійний частокіл зубів, гострих, мов лезо.
... у ній Бавдоліно впізнав мантикору, яка нічим не відрізняється від левкохрока, а
про нього колись давно (як давно це було?) він писав Беатрисі.

«Бавдоліно»

## У популярній культурі

### Ігри

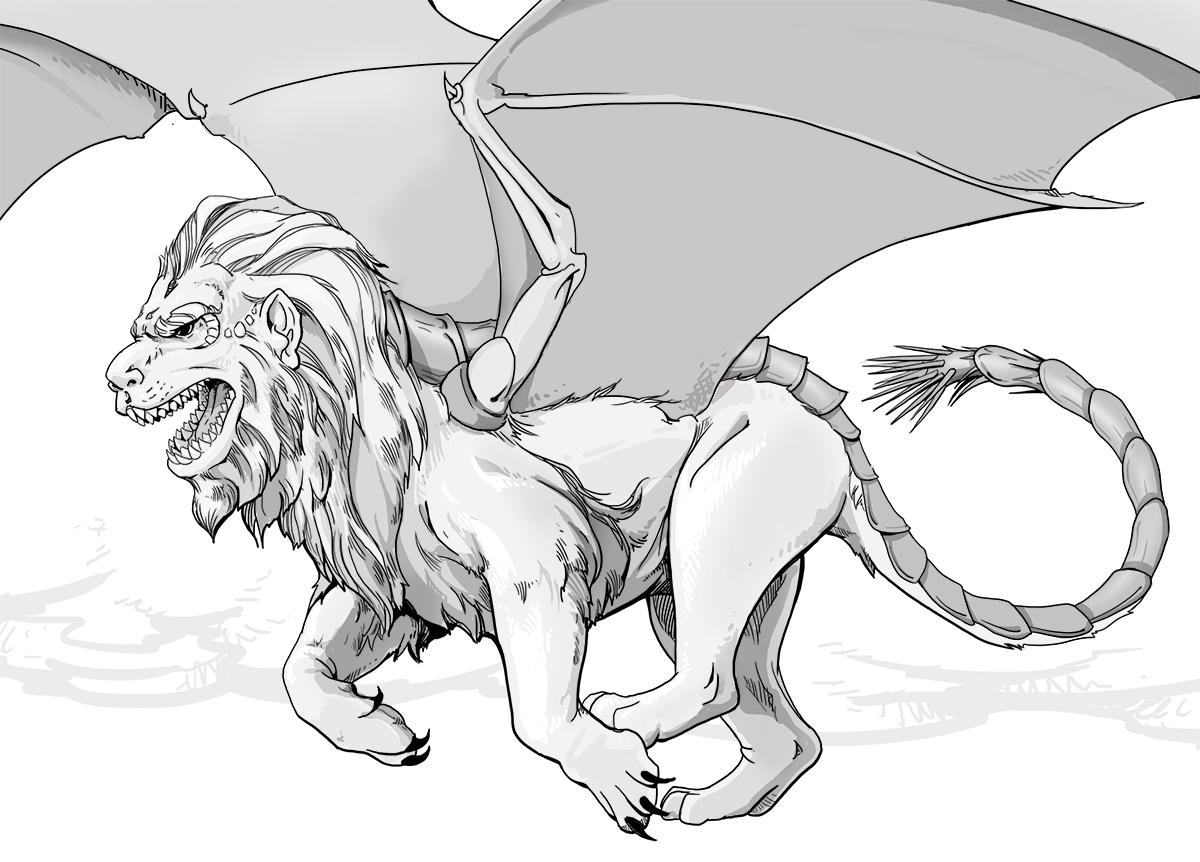
Мантикора у грі Dungeons and Dragons.

У деяких сучасних зображеннях мантикори, наприклад у настільній рольовій грі Dungeons & Dragons (D&D) і картковій грі Magic: The Gathering, вони зображені з крилами. Більш конкретно, вони отримали «крила дракона» в реалізації 5-го видання «D&D», згідно з «Посібником для монстрів» (2014), хоча в попередній версії посібника вони описувалися як «крила кажана».
Також мантикора, як створіння, зустрічається в кількох відомих відеоіграх:
- В серії ігор Heroes of Might and Magic присутні мантикори (англ. Manticore) та їх покращені версії скорпікори (англ. Scorpicore).
- Final Fantasy
- The Witcher 3: Wild Hunt[112]
- У Гвинт: Відьмацька карткова гра — мантикора представлена двома картками: золотої епічної картки "Імператорської мантикори" з фракції Чудовиськ, та нейтральної карти "отрута мантикори".
- У грі Кровна війна: відьмацькі історії присутні карти для гри Гвинт: "Голова мантикори", "Ліва лапа мантикори", "Ліве крило мантикори", "Права лапа мантикори", "Ліве крило мантикори", "Хвіст мантикори".[113]
- В Total War: Warhammer мантикора — монстр, який служить темним ельфам.
- На мантикору схожий живоглот — істота з Borderlands 2 і Borderlands: The Pre-Sequel. Ці істоти також стріляють голками з хвоста.
- З'являється в деяких частинах God of War. Слід зазначити, що Мантикора у цьому всесвіті не має передніх лап, окремих від крил, це відрізняється від тієї, що є у оригінальній міфології, оскільки вона мала тіло лева з чотирма лапами[114].
- В Titan Quest мантикора — легендарний звір, вважається одним із найсильніших босів.[115]
- В іграх Age of Mythology, Age of Mythology: The Titans, Age of Mythology: Extended Edition та Age of Mythology: Retold маниктора — один із надприродних бойових юнітів, доступних грецькому народові.
- В Dark Souls: Artorias of the Abyss мантикора з'являється за гру один раз, як бос «Вартовий святилища».
- В Disciples II: Dark Prophecy — нейтальний юніт 1-го рівня, у загонах може бути і лідером, і юнітом.
- В Warcraft III і World of Warcraft мантикора фігурує під ім'ям wyvern — це істоти, які мають тіло лева, шкірясті крила, голову хижої тварини та отруйний хвіст. Хоча в іграх їх офіційно називають вивернами, вони візуально та функціонально подібні до класичної мантикори. Мешкають у Калімдорі, є основною літаючою їздовою твариною у Орди.[116]
- Мантикора — бос у грі Lara Croft: Relic Run[en]. Вона чатує в пустельних руїнах і атакує Лару хвостом і стріляє в неї, щойно та потрапляє до її лігва.[117]

Мантикора, як назва, зустрічається в таких іграх:
- В Warhammer 40,000 «Мантикора» — ракетний танк на шасі «Химери», що несе чотири ракети для ураження наземних і повітряних цілей, та важкий болтер, стоїть на озроєнні у фракції Астра Мілітарум.[118].
- У World of Tanks «Мантикора» (англ. Manticore) — легкий танк із хитною баштою, який за проєктом мав забезпечувати протитанкову оборону позаду позицій піхоти.[119]
- Назва легендерного арбалета, який наносить додаткову шкоду від отрути, у грі Diablo 3[120].

### Фільми та серіали
- У 2005 вийшов американський фантастичний бойовик «Мантикора»[121][122][123]. Фільм розповідає про загін солдатів армії Сполучених Штатів в Іраку, яким доводиться боротися проти воскреслої, майже непереможної Мантикори, розбудженої від сну лідером іракських повстанців[124].
- Чудовисько зустрічаються у телесеріалі «Грімм» (s03e11 «Хороший солдат[en]» і s04e12 «Жандарм[en]») де зображені як небезпечні та смертоносні істоти, позбавлені страху смерті.
- У мультсеріалі ситкомі «Крапополіс[en]» персонаж Шлуба зображений як «мантитавр»: наполовину кентавр, наполовину мантикора.[125]
- З'являється у фільмі «Персі Джексон: Море чудовиськ». Там вона більше схожа на суміш мавпи, вовка і скорпіона.
- «Мантикора» — назва яхти у фільмі про Джеймса Бонда «Золоте око» (1995 року).
- У мультсеріалі «My Little Pony: Дружба — це диво» мантикора з'являється як лев з крилами кажана і хвостом скорпіона (s01e02 «Дружба — це диво, частина 2[en]»)
- У мультфільмі Disney «Уперед» мантикора — один із другорядних персонажів, колишня хоробра воїтелька, а нині власниця ресторану.
- У мультсеріалі Скубі-Ду: Корпорація «Загадка», s01e21 «Небезпечна Мантикора» («Menace of the Manticore»). Має велике тіло у формі лева, крила, як у дракона, хвіст, як у скорпіона, і спотворене обличчя людини/гобліна з жовтими очима та гострими ельфійськими вухами.
- У мультсеріалі «Час пригод» зустрічається персонаж «Крихітна Мантикора" (s04e15 «Sons of Mars[en]», s06e38 «You Forgot Your Floaties», s08e07  «Normal Man[en]», s08e27 «The Light Cloud», s09e03 «Bespoken For», s10e11 «Temple of Mars»). Його тіло дуже маленьке, може поміститися у скляну пляшку, і нагадує класичну мантикору: форма лева з людським обличчям, крилами кажана та хвостом скорпіона. Його хутро помаранчеве, а грива темно-помаранчева. У нього довгі брови та хутро, що росте вздовж верхньої губи, як вуса. Жіноча версія з'являється як фоновий персонаж в спінофі «Час пригод: Фіона та Кейк» (s01e07 «Star»).
- В анімаційному серіалі «Дивовижні пригоди Флепджека», в епізоді «Unhappy Endings» (s02e06b) мантикора — це звір, наполовину лев, наполовину людина, ненавидів і хотів знищити все радісне, але став щасливим після того як його полоскотали.
- У серіалі «Усі жінки — відьми» (s06e09 «Little Monsters») мантикори — це демони вищого рівня з надсилою та швидкістю, які подорожують зграями. У них отруйні кігті та здатні переміщуватися з місця на місце. Мантикори мають зовнішність рептилій та спілкуються за допомогою високих криків. Жінки-мантикори відомі тим, що спаровуються зі смертними чоловіками для створення гібридів, дозволяючи своїм демонічним дітям зливатися зі світом смертних. Вони вбивають своїх партнерів після зачаття та виховують дітей самостійно. Мантикор можна перемогти за допомогою зілля знищення.
- У британському фентезійному серіалі «Пригоди Мерліна»[126] (англ. Merlin)  в епізоді s03e09 «Love in the Time of Dragons» мантикора — це невелика істота розміром приблизно з кішку, має тіло, ноги та лапи лева, хвіст скорпіона та обличчя людини. У неї також є великий комірець на шиї[en], довгі загострені вуха, гребінь з шипів на спині та гострі зуби й кігті.
- В аніме One Piece Луффі бореться з кількома мантикорами, яких утримували у в'язниці Імпел Даун.

### Інше
19 жовтня 1956 року в аудиторії Бібліотеки Конгресу у Вашингтоні відбулася прем'єра «мадригальної комедії» Джанкарло Менотті під назвою «Єдиноріг, Горгона та Мантикора» (англ. «The Unicorn, the Gorgon, and the Manticore»). Три істоти з назви є алегоричними зображеннями етапів життя головного героя оповідання, дивного поета, який тримає міфічних істот як домашніх тварин, де Єдиноріг уособлює красу та перспективи молодості, Горгона — успіх та гордовитість середнього віку, а Мантикора — сором’язливу самотність старості. Хоча танцюристи мали бути невід'ємною частиною твору, Менотті відмовився називати його балетом і зрештою зупинився на описі «мадригальна байка».

## В українській культурі
Мантикору описав у романах «Імператор повені» та «Пафос» Володимир Єшкілєв.

«Карликова мантикора, або ж Panterodonto minimus», — буркнув Шун'ята.

...

До речі, у „Бестіарії“ нашого неперевершеного тератолога  доктора Пфульція мантикора зображена істотою, більшою за дорослу людину

...

«Я ж кажу: це карликова мантикора. Одна з, так би мовити, модифікованих потвор, котрих породжено в останні часи малодослідженим Німфейським феноменом, — все ще невдоволено мружачись, розтлумачив Гімнософіст. — Але від того вона не менш небезпечна, аніж відома матнійським тератологам Manticora vulgaris, позаяк також спроможна літати і плювати смертельною отрутою…»

...

«Або це дійсно катаблеп, або ж тритонохвоста мантикора, на штиб впольованої ґномами
минулого літа».

...

... мантикора завжди вигризає жертві горло, а тут бачимо
вительбушені кишки.

...

Пам'ятай: у ґоблінів найвразливіше місце – шия, у мантикор – черево.

...

Мантикори вміють нападати безгучно.

«Імператор повені».
Цей ж автор у 2011—2014 рр. виступив куратором проекту «Карпатська Мантикора», в межах якого було проведено три Міжнародні літературні фестивалі «Карпатська Мантикора» та видано два номери часопису «Мантикора». Під час фестивалів проводився конкурс «Золота мантикора» на найкраще оповідання у напрямі метареалізму.
Олесь Барліг двічі звертається до цієї істоти у поетичній збірці «Насолода уявної смерті» (в циклах «На передовій Третьої світової» та «Пісенька для серця»). А у п'єсі «Нострадамус і всі скорботи» вона стає окремим персонажем, що супроводжує героїню крізь подорож у Аравійській пустелі.
В 2014 українське видавництво «Bombat Game» випустило настільну гру для всієї родини «Ліс: Легенда про Мантикору». Умова гри, згідно правил, перемогти Мантикору до того, як вона досягне Міста. У грі «Печера скарбів», від цього ж видавця, гравці досліджують підземний лабіринт Мантикори у пошуках шляху до прихованих в його надрах таємниць та намагаються запам'ятати всі пастки в печері.

## Зоологія
Мантикори (лат. Manticora, до 1837 року рід мав назву Mantichora) — рід жуків із сімейства жужелиць (Carabidae), підсімейства стрибунів (Cicindelinae). Цей рід був одним із перших офіційно описаних учнем Карла Ліннея, Йоганном Християном Фабрицієм, у 1781 році. Першим описаним видом Manticora була Manticora tuberculata , спочатку описана Чарльзом де Ґеер у 1778 році в межах роду Carabus за системою Ліннея, з яким вона має лише віддалену спорідненість у нинішньому визначенні. Коли Фабрицій створив рід Manticora, він визначив типовим видом Manticora maxillosa, молодший синонім M. tuberculata.

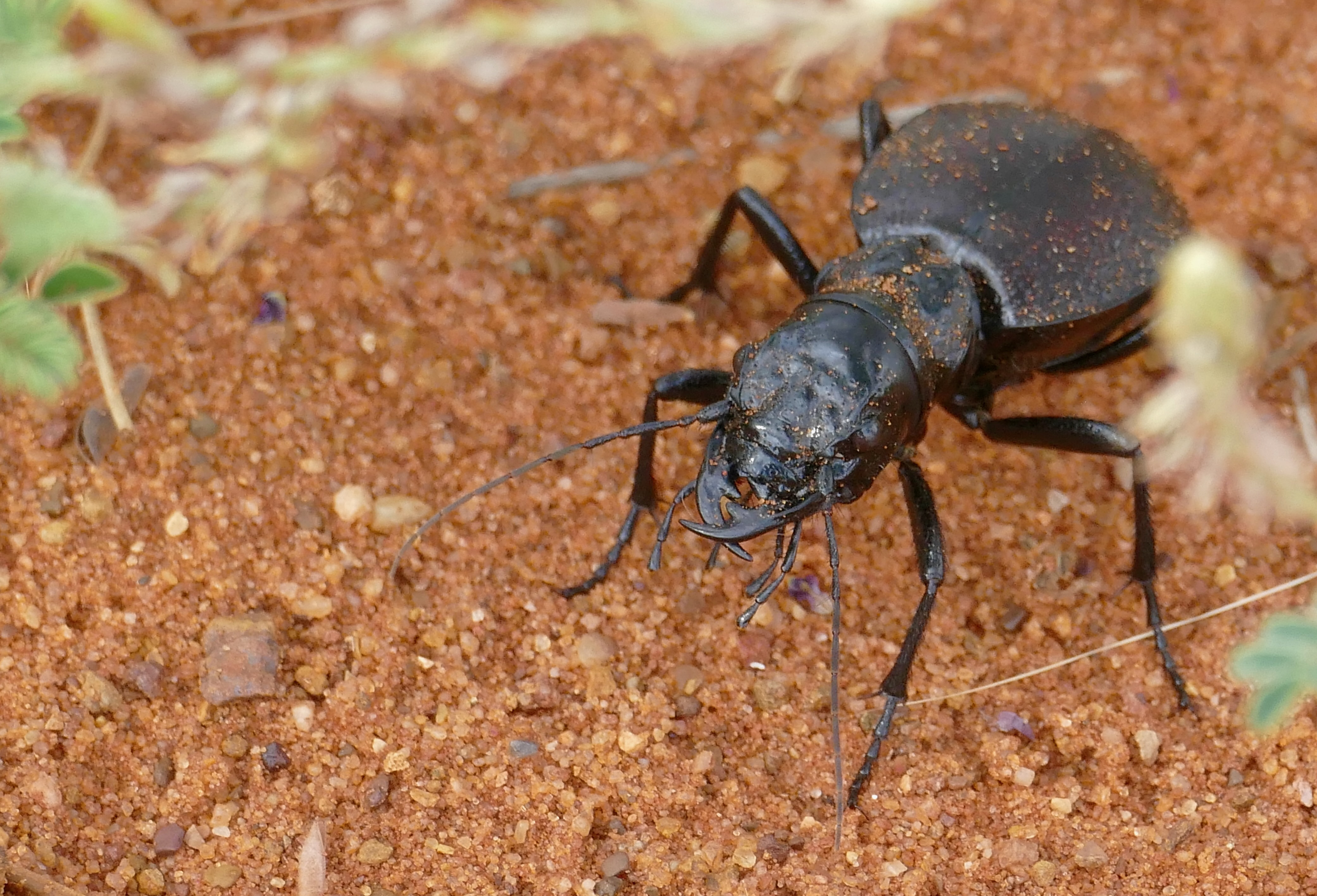
Manticora tuberculata в Національному парку Мокала, Північнокапська провінція, ПАР

В африканському фольклорі жуки-мантикори — це злі істоти, яких часто звинувачують у багатьох поганих речах. Згідно з легендами, вони є вісниками долі. Деякі племена навіть уособлюють Смерть як мантикору, чиї мандибули є еквівалентом європейської коси смерті .
У романі Жуля Верна «П'ятнадцятирічний капітан» саме жук-мантикора допомагає кузену Бенедикту втекти з ув'язнення, коли вищезгаданий, без охорони в саду, переслідує жука.